# Hans Künzi

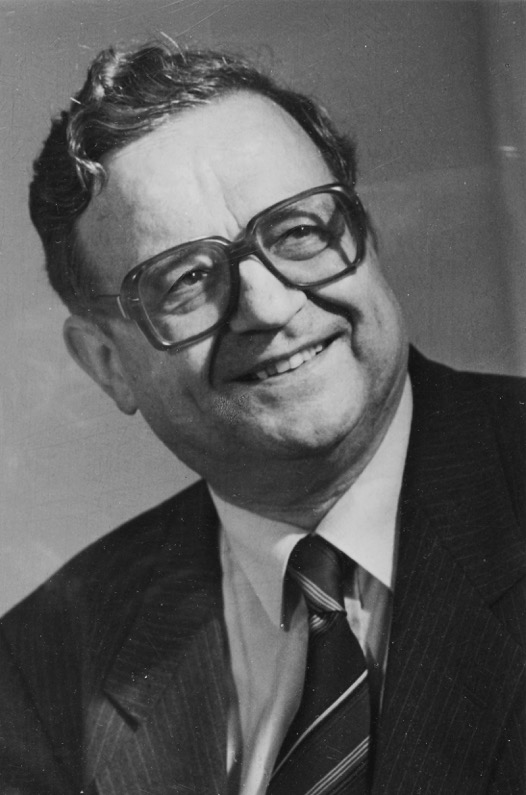
Hans Künzi

Hans Künzi (Olten, 30 januari 1924 – Zürich, 16 november 2004) was een Zwitsers wiskundige en politicus.
Künzi studeerde van 1943 tot wis- en natuurkunde aan de ETH Zürich en studeerde daarna in het buitenland. Van 1952 tot 1958 leraar aan de kantonnale Handelsschool. Van 1958 tot 1970 was hij hoogleraar aan de Wiskunde en Operations Research (besliskunde) aan de Universiteit Zürich, vanaf 1966 was hij ook hoogleraar Wiskunde en Operations Research aan de ETH Zürich. 
Künzi was lid van de Vrijzinnig Democratische Partij (FDP). Hij was van 1967 tot 1970 lid van de Kantonsraad van Zürich. Van 1970 tot 1991 was hij lid van de Regeringsraad van Zürich. Hij beheerde het departement van Economische Zaken. Hij was van 1971 tot 1987 lid van de Nationale Raad (tweede kamer Bondsvergadering). 
Künzi was van 1 mei 1973 tot 30 april 1974, van 1 mei 1979 tot 30 april 1980, van 1 mei 1985 tot 30 april 1986 en van 1 mei 1990 tot 30 april 1991 voorzitter van de Regeringsraad (dat wil zeggen regeringsleider) van Zürich.
Künzi was van 1962 tot 1970 ook voorzitter van de Zwitserse Vereniging van Operations Research. Hij gold als een pionier op het gebied van operations research in Zwitserland.
Hans Künzi overleed op tachtigjarige leeftijd.